# روي مايرز
روي مايرز (بالإسبانية: Roy Myers)‏ (13 أبريل 1969 في كوستاريكا - ) هو مدرب كرة قدم ولاعب كرة قدم كوستاريكي في مركز الوسط، شارك في كأس العالم 1990. وشارك مع منتخب كوستاريكا لكرة القدم. أما مع النوادي، فقد لعب مع بنيارول وديبورتيفو سابريسا ولوس أنجلوس غلاكسي ونادي باتشوكا ونيويورك ريد بولز ونادي كارتاهينيس وديبورتيس توليما والرابطة الرياضية في ليمون.

## وصلات خارجية
- روي مايرز على موقع الاتحاد الدولي (مؤرشف)  (الإنجليزية)
- روي مايرز على موقع الدوري الأمريكي (الإنجليزية)
- روي مايرز على موقع قاعدة بيانات كرة القدم.إي يو (الإنجليزية)
- روي مايرز على موقع ناشيونال فوتبول تيمز (الإنجليزية)